# Toyoake

Toyoake na província de Aichi

Toyoake (豊明市; -shi) é uma cidade japonesa localizada na província de Aichi.
Em 2003 a cidade tinha uma população estimada em 68 532 habitantes e uma densidade populacional de 2 912,04 h/km². Tem uma área total de 23,18 km².
Recebeu o estatuto de cidade a 1 de Agosto de 1972.
Em 2008 houve um aumento da comunidade brasileira em Toyoake, mas em 2009 a maioria retornou ao país de origem devido à crise mundial.

## Educação

### Universidades e faculdades
- Universidade de Medicina Fujita (藤田保健衛生大学, Fujita Hoken Eisei Daigaku)
- Universidade Ōka Gakuen (桜花学園大学, Ōka Gakuen Daigaku)
- Faculdade de Nagoya (名古屋短期大学, Nagoya Tanki Daigaku)

## Transportes

### Ferrovias
- Meitetsu
  - Linha Nagoya

### Rodovias
- Rodovias Expressas 
  - Rodovia Expressa Isewangan (Toyoake IC)
- Rodovias Nacionais
  - Rodovia Nacional Rota 1
  - Rodovia Nacional Rota 23 (Chiryu Bypass)

## Cidades-irmãs
- Agematsu, Japão
- Toyone, Japão
- Shepparton, Austrália